# サーヴェロ

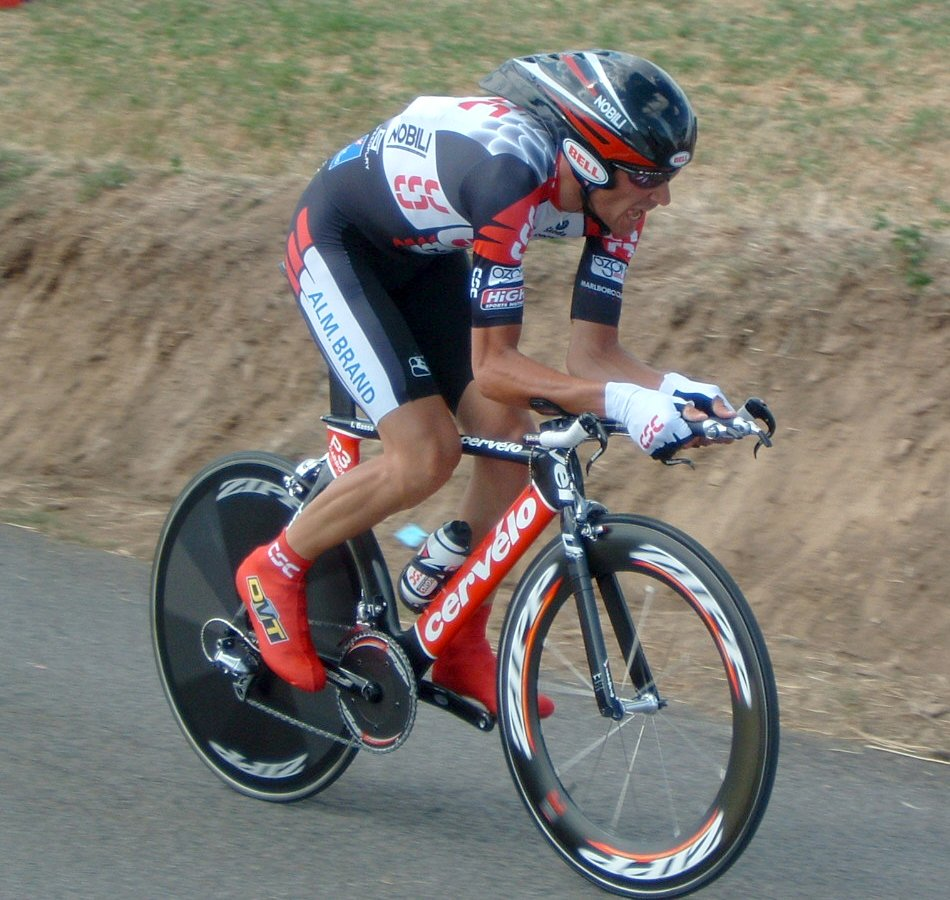
2005年のツール・ド・フランス第20ステージでサーヴェロ製タイムトライアル用バイクP3Cに乗るチームCSCのイヴァン・バッソ

サーヴェロ（Cervélo Cycles ）はカナダトロントに本拠を置くロードバイク・トライアスロン用フレームメーカー。1995年にフィル・ホワイトとジェラード・ヴルメンにより設立された。2012年よりオランダのポンバイシクルズビジネスグループ（Pon Bicycles Business Group）傘下となった。
サーヴェロ製のフレームはトライアスロン界で人気だったが、2002年から2008年にかけては、デンマークのプロロードチームであるCSCに採用されていた。
2009年からはサーヴェロが独自のプロフェッショナルコンチネンタルチームであるサーヴェロ・テストチームを設立し、カルロス・サストレやトル・フースホフトなどの著名選手と契約した。サーヴェロ・テストチームは2010年に解散、その後はUCIプロツアーチームのガーミン・サーヴェロ、チーム・ディメンションデータ、チーム・サンウェブを経て、2021年よりチーム・ユンボ・ヴィスマに機材を提供している。
サーヴェロの炭素繊維製フレームは、流体力学に基づいて設計され、「S」および「P」シリーズにおける翼断面を採用したフレームを特徴とする。 またサンディエゴのAir and Space Technology Centerでは、風洞実験も行っている。
現在は空力の「S」、剛性・快適の「R」、エンデュランスの「C」、トライアスロン・TT用の「P」の四種類が存在するが、代理店のサイトでは「全てがフラッグシップ」を謳ってる。